# Critters
Critters je sci-fi hororová komedie z roku 1986 režiséra Stephena Hereka, který ve spolupráci s Domonicem Muirem a Donem Keithem Opperem napsal také scénář. V hlavních rolích se objevili Dee Wallaceová, M. Emmet Walsh, Billy Green Bush, Scott Grimes a Nadine Van der Veldeová. Děj filmu sleduje skupinu malých, zlomyslných příšerek, které ukradnou mimozemského plavidlo, se kterým přistanou na Zemi, zatímco jsou jim na stopě dva lovci odměn.
Ačkoli lidé věří, že se tvůrci inspirovali úspěchem filmu Gremlins z roku 1984, Stephen Herek to v rozhovorech vyvrátil a poukázal na to, že scénář ke Critters vznikl dlouho předtím, než šli Gremlins do výroby. V roce 1988 navázal na první film sequel s názvem Gremlins 2 a v roce 2019 byl vydán reboot s názvem Příšerky útočí.

## Děj
Na vězeňském asteroidu je skupina mimozemských příšerek, známých jako Critters, připravována k transportu na jinou základnu. Zdánlivě inteligentním tvorům se však podaří ukrást vesmírnou loď a uletět pryč. Velitel základny najme dva transformující se lovce odměn, aby Crittery pronásledovali a dopadli.
Věčně hladové příšery mezitím přistanou u farmy rodiny Brownových v Kansasu, kde se okamžitě pouštějí do hostiny v podobě krávy. Přistávající vesmírné lodi si všimne otec rodiny – Jay, který se se svým synem Bradem ihned vydává na průzkum okolí. Když po chvilce oba narazí na ohlodanou mrtvolu krávy, rozhodne se otec, že není moudré pokračovat v pátrání bez pušky. Critteři následně obléhají farmu a přerušují její elektrické spojení. Při kontrole jističe je Jay jedním z tvorů napaden a těžce zraněn, načež se mu jen stěží podaří uniknout.
Mezitím se ve stodole dcera Brownových, April, chystá mít sex se svým přítelem Stevem, který je náhle smrtelně napaden dalším z Critterů. Vyděšené sestře přiběhne na pomoc Brad, jenž po nestvůře hodí zapálenou petardu. Tu nestvůra bezmyšlenkovitě spolkne, takže jí bouchne v žaludku. Zbývající Critteři znemožní Brownovým odjet z farmy, takže jsou nuceni se zabarikádovat v domě. Lovci odměn mezitím pátrají po příšerkách v přilehlém městě, kde svým neomaleným počínáním způsobí paniku. Bradovi se podaří uniknout z farmy a vydává se najít pomoc, cestou narazí na lovce, a když se dozví o jejich skutečných záměrech, dovede je zpět ke svému domu. Zde lovci na nic nečekají a začnou malé nestvůry rovnou eliminovat.
Poslední přeživší Critteři unesou April a vrátí se s ní na svou loď, aby mohli co nejrychleji odletět. V patách se jim vydává Brad, který cestou narazí na místního podivína Charlieho. Když se společně dostanou do těsné blízkosti plavidla, vleze Brad dovnitř a najde bezvládné tělo své sestry. Ihned ji probudí a následně se oba vydávají zpět k východu, během cesty se Brad snaží zapálit velkou petardu, ale když se za nimi rozeběhne jeden Critter, omylem ji ztratí. Poté, co jsou všichni bezpečně venku, vyrobí Charlie ze své lahve s whisky Molotovův koktejl, který hodí do zavírajících se dveří lodi. Naštvaní Critteři letí nad dům Brownových, který ze zášti zničí. Tou dobou se oheň ze zápalné lahve rozšíří až k Bradově ztracené petardě, která ihned chytne a vyhodí celé plavidlo i s nestvůrami do povětří.
Lovci odměn vrátí dům Brownových do původního stavu a Bradovi dají zařízení, kterým je má kontaktovat v případě budoucí invaze.

## Obsazení

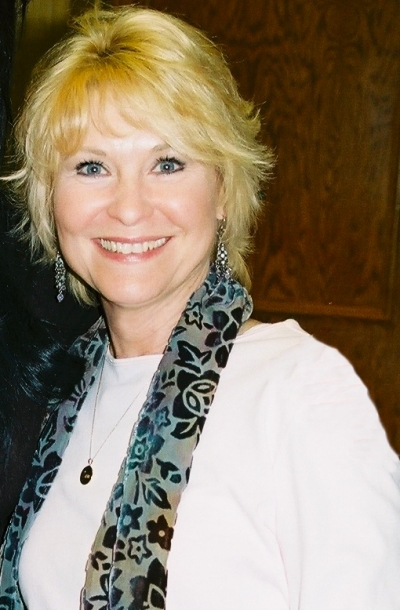
Dee Wallaceová

| Dee Wallaceová          | Helen Brownová     |
| M. Emmet Walsh          | Harv               |
| Billy Green Bush        | Jay Brown          |
| Scott Grimes            | Brad Brown         |
| Nadine Van der Veldeová | April Brownová     |
| Don Keith Opper         | Charlie McFadden   |
| Billy Zane              | Steve Elliot       |
| Ethan Phillips          | Jeff Barnes        |
| Terrence Mann           | Johnny Steele / Ug |
| Jeremy Lawrence         | kazatel            |
| Lin Shayeová            | Sally              |
| Michael Lee Gogin       | Zanti              |
| Art Frankel             | Ed                 |
| Douglas Koth            | hráč bowlingu      |
| Montrose Hagins         | varhaník           |

## Výroba
Režisér Stephen Herek a scenárista Domonic Muir se spřátelili v době, kdy společně pracovali jako pomocní střihači na filmu Zákon města (1984). Poté, co se Herek poohlížel po svém dalším projektu, nabídl mu Muir scénář ke Critters, který napsal dva a půl roku předtím. Po dalších pracích na scénáři nabídl režisér film společnosti Sho Films, kde získal radu, jak jej má natočit. Krátce nato vedení společnosti souhlasilo s vývojem projektu.
Natáčení filmu začalo 29. července 1984 a trvalo až do 11. října téhož roku, přičemž probíhalo ve Valencii v Kalifornii a ve státě Kansas.

## Hudba
Hudbu k filmu složil David Newman, pro kterého šlo o první celovečerní film, když předtím pracoval pouze na krátkometrážním snímku Frankenweenie. V roce 1986 byl pod značkou Restless Records vydán oficiální soundtrack.

### Seznam skladeb soundtracku
Všechny písně složil David Newman, pokud není uvedeno jinak.
První strana
1. „The House Returns“ – 5:06
2. „Charlie's Accident“ – 0:39
3. „Main Title“ – 3:21
4. „The Critters Are Destroyed“ – 3:48
5. „Critters Get Steve“ – 1:52
6. „They're Growing“ – 2:07
7. „Meanwhile Back at the House“ – 2:06
8. „The Bounty Hunters“ – 1:58
9. „Looking in the Cellar“ – 4:22

Druhá strana
1. „Power of the Night“ (Terrence Mann, Richie Vetter a Dodie Pettit[6]) – 4:19
2. „Brad Goes After April“ – 2:16
3. „Jay and Brad Look for the Critters“ – 2:37
4. „Brad Burns a Critter“ – 3:08
5. „Critters Hurt for Lunch“ – 3:54
6. „Looking for Chewy“ – 1:40
7. „Jeff Is Dinner“ – 0:57
8. „Locked in the House“ – 0:54
9. „Family's Theme“ – 1:05
10. „Critter Skitter“ (David Newman, John Vigran[6]) – 3:30

## Vydání

### Kina
V USA se film začal promítat 11. dubna 1986, přičemž během prvního víkendu vydělal 1 618 800 dolarů z celkových 13 167 232 dolarů. Evropská premiéra filmu proběhla 10. září 1986 ve Francii.

### Video nosiče
V roce 1986 vydalo RCA/Columbia Pictures Home Video film na VHS a o rok později také na Laserdisc. Společnost New Line Home Video vydala 5. srpna 2003 film na DVD a Scream Factory 27. listopadu 2018 na Blu-ray.
V Česku film vyšel 1. listopadu 1992 na VHS pod značkou Bonton Home Video a 15. června 2011 na DVD pod značkou Magic Box.

## Ohlasy
Na webové stránce agregátora recenzí Rotten Tomatoes má film 52% hodnocení na základě 21 recenzí. Filmový kritik Roger Ebert ve své recenzi pro Chicago Sun-Times dal filmu tři hvězdy ze čtyř a Eric Henderson ze Slant Magazine zase dvě hvězdy ze čtyř.
Na Internet Movie Database má film hodnocení 6,1/10, na Česko-Slovenské filmové databázi zase 67% a na Filmové databázi 71.2%.

## Pokračování
Na Critters navazují tři filmové pokračování, webový seriál a filmový reboot.
Jako první vznikl snímek Critters 2 (1988), v němž se zrodí nová generace Critterů z vajec, které na Zemi zanechaly původní příšerky. V hlavních rolích se představili Scott Grimes, Don Keith Opper, Terrence Mann, Cynthia Garrisová a Tom Hodges. Režie se ujal Mick Garris.
Další v pořadí byl film Critters 3 (1991), který se stal známým především tím, že se v něm objevil Leonardo DiCaprio, jenž zde debutoval. Dále si ve filmu zahráli John Calvin, Aimee Brooksová, Christian Cousins, Joseph Cousins a Nina Axelrodová. Režie se ujala Kristine Petersonová. Děj se odehrává v Los Angeles, kde se Critteři zaměřili na výškovou budovu.
Čtvrté pokračování s názvem Critters 4 (1992) se natáčelo souběžně s tím třetím. Děj se přenesl do budoucnosti, kde příšerky tentokrát řádí na vesmírné stanici. Film režíroval Rupert Harvey a v hlavních rolích se zde objevili Don Keith Opper, Terrence Mann, Paul Whitthorne, Angela Bassettová nebo Brad Dourif. Snímek obdržel nejhorší hodnocení z celé série (vyjma rebootu).
Critters: A New Binge (od r. 2019) je osmidílný webový seriál režiséra Jordana Rubina, který byl zveřejněn přes Shudder. Děj se věnuje Critterům, kteří se vrátili na Zemi a hledají ztraceného přítele, jenž zde zůstal. Přistávají v Burbanku, kde začnou trýznit skupinu středoškoláků a jejich rodiny. V hlavních rolích se představili Joey Morgan, Stephi Chin-Salvoová, Bzhaun Rhoden a Kirsten Robeková.
V roce 2019 vznikl také reboot s názvem Příšerky útočí, v němž se po třiatřiceti letech do série vrátila Dee Wallaceová. Kromě ní si ve filmu zahráli Tashiana Washingtonová, Jaeden Noel, Jack Fulton nebo Ava Prestonová.